# ザ・ポスタル・サーヴィス

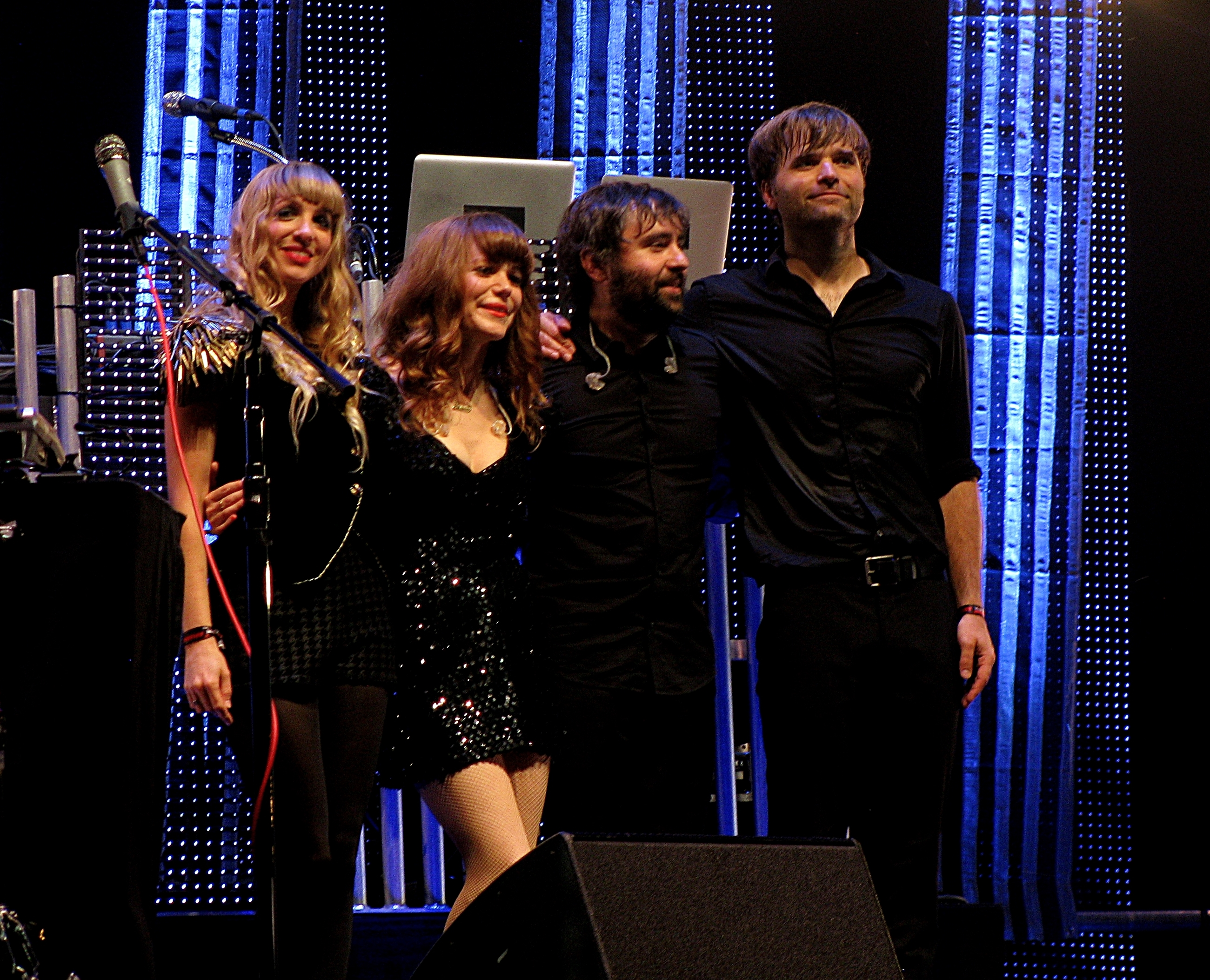
2013年8月3日、シカゴのロラパルーザで行われた再結成公演でのザ・ポスタル・サーヴィス

ザ・ポスタル・サーヴィス（英語: The Postal Service）は、デス・キャブ・フォー・キューティーのベン・ギバード（Ben Gibbard）と、エレクトロニカ・アーティストのDntelことジミー・タンボレロ（Jimmy Tamborello）、女性ボーカリストのジェニー・ルイス（Jenny Lewis）からなるエレクトロポップ・グループである。
バンド名はシアトル在住のギバードとロサンゼルス在住のタンボレロとの間でDATをやりとりしたことに由来するとされている。
2003年にサブ・ポップからリリースされたアルバム『ギヴ・アップ』はロング・セールスを続け、Billboard 200では最高位114位ながらも90万枚以上を売り上げ、ゴールド・ディスクを獲得。サブ・ポップではニルヴァーナのアルバム『ブリーチ』以来となるヒット作となった。
2005年に活動を休止したが、アルバム『ギヴ・アップ』発売10周年を記念して2013年に、また20周年を記念して2023年に再結成ツアーを行っている。

## ディスコグラフィ

### スタジオ・アルバム
- 『ギヴ・アップ』 - Give Up (2003年、Sub Pop)

### ライブ・アルバム
- Everything Will Change (2020年、Sub Pop) ※映像版は2014年発売

### シングル
- "Such Great Heights" (2003年)
- "The District Sleeps Alone Tonight" (2003年)
- "Against All Odds" (2004年)
- "We Will Become Silhouettes" (2005年)
- "Be Still My Heart" (2005年)
- "Turn Around" (2013年)
- "A Tattered Line of String" (2013年)